# Mascarade (Khatchatourian)
Pour les articles homonymes, voir Mascarade (homonymie).
Mascarade du compositeur soviétique-arménien Aram Khatchatourian (1903-1978) est une musique de scène composée en 1941 pour la pièce de théâtre du même titre, du dramaturge Mikhaïl Lermontov, créée au théâtre Vakhtangov de Moscou le 21 juin 1941, puis adaptée sous la forme d'une suite orchestrale de musique classique  en cinq mouvements en 1944 (dont la Valse romantique russe contemporaine est une de ses œuvres les plus célèbres). 

## Histoire
En 1941, le metteur en scène Rouben Simonov demande à Aram Khatchatourian de composer une musique de scène pour la pièce de théâtre Mascarade de Mikhaïl Lermontov, montée par le théâtre Vakhtangov de Moscou (tragédie musicale d'une femme tuée par son mari après de fausses accusations d'infidélité). Le compositeur éprouve de grandes difficultés à trouver le thème de la célèbre valse « un thème [qu'il pourrait] considérer comme beau et nouveau », inspiré par les paroles de l'héroïne Nina : « Que c'est beau cette nouvelle valse... quelque chose entre la tristesse et la joie a saisi mon cœur ». Son ancien professeur, Nikolaï Miaskovski, tente de l'aider en lui procurant une série de romans et de valses de l'époque de Lermontov. Bien qu'elle ne lui fournisse pas l'inspiration immédiate dans sa « recherche intense » du style approprié et de la veine mélodique, Khatchatourian reconnait que sans cette aide il n'aurait pas découvert le deuxième thème de sa valse qui a agi « comme un lien magique [le] libérant de toutes [ses] chaînes ». Le reste de la valse lui vient alors sans plus aucun effort.
La pièce est présentée avec la musique de Khatchatourian le 21 juin 1941 au théâtre Vaghtangov. Mascarade fut la dernière production montée par le théâtre avant l'invasion de l'URSS par l'Allemagne. La série de représentations fut de ce fait écourtée. Khatchatourian a dédié la valse à la comédienne qui jouait le rôle de Nina, Alla Kazanskaïa.

## Suite orchestrale
En 1944, le compositeur en extrait cinq mouvements pour réaliser une suite orchestrale : 
1. Valse
2. Nocturne
3. Mazurka
4. Romance
5. Galop

## Enregistrement
En 1954, Khatchatourian enregistre chez  Columbia, avec l'Orchestre Philharmonia et parmi d'autres œuvres de sa composition, la valse, le nocturne et la mazurka tirés de la suite symphonique.

## Théâtre cinéma et télévision
- 1941 : Mascarade (Lermontov), pièce de théâtre de Mikhaïl Lermontov
- 1985 : Ballet complet filmé; sorti en DVD en 2007, VAI 4515[9].
- 2007 : Guerre et Paix, série télévisée de Robert Dornhelm, d’après l’œuvre Guerre et Paix de Léon Tolstoï (valse finale de la comtesse Natacha Rostov et du prince André Bolkonsky[10]).
- 2019 : Publicité pour le parfum Scandale de Jean Paul Gaultier, avec Irina Shayk[11].